# Poleto
Poleto (în bulgară Полето) este un sat în partea de sud-vest a Bulgariei, în Regiunea Blagoevgrad. Aparține administrativ de comuna Simitli.  La recensământul din 2001 avea o populație de 727 locuitori.

## Demografie
Componența etnică a satului Poleto
     Bulgari (94,23%)
     Nicio identificare (4,28%)
     Altele (1,47%)
La recensământul din 2011, populația satului Poleto era de 677 locuitori. Din punct de vedere etnic, majoritatea locuitorilor (94,23%) erau bulgari. Pentru 4,28% din locuitori nu este cunoscută apartenența etnică.